# Mazo de la Roche
Mazo de la Roche (născută Maisie Louise Roche), (n. 15 ianuarie 1879 - d. 12 iulie 1961) a fost o scriitoare canadiană de limbă engleză, cunoscută mai ales pentru ciclul de romane Jalna, în 16 volume.

## Scrieri
Opera scriitoarei se încadrează în ciclul Jalna, cele mai importante fiind romanele:
- 1927: Jalna
- 1929: Familia Whiteoak din Jalna ("Whiteoaks of Jalna")
- 1931: Norocul lui Finch ("Finch's Fortune")
- 1933: Stăpânul din Jalna ("The Master of Jalna")
- 1935: Tânărul Renny ("Young Renny")
- 1949: Mary Wakefield
- 1958: Centenar la Jalna ("Centenary at Jalna")
- 1960: Dimineață la Jalna ("Morning at Jalna").

Romanele se constituie ca o incursiune în viața a trei generații de fermieri, societatea agrară canadiană fiind redată sub forma unei cronici. La redarea atmosferei de epocă, uneori se face apel și la tonuri romantice și idilice, precum și la umorul fin.